# قاچاق مواد مخدر

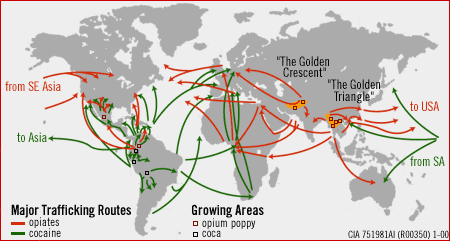
مسیرهای بین‌المللی داروها

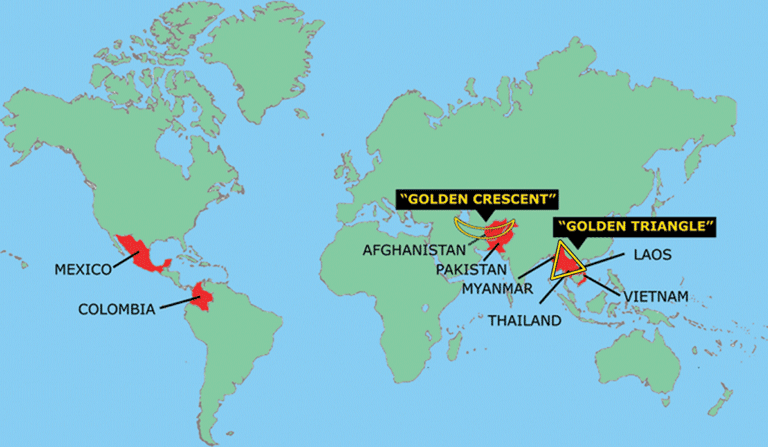
کشورهای اصلی تولید کننده هروئین در جهان (رنگ قرمز)

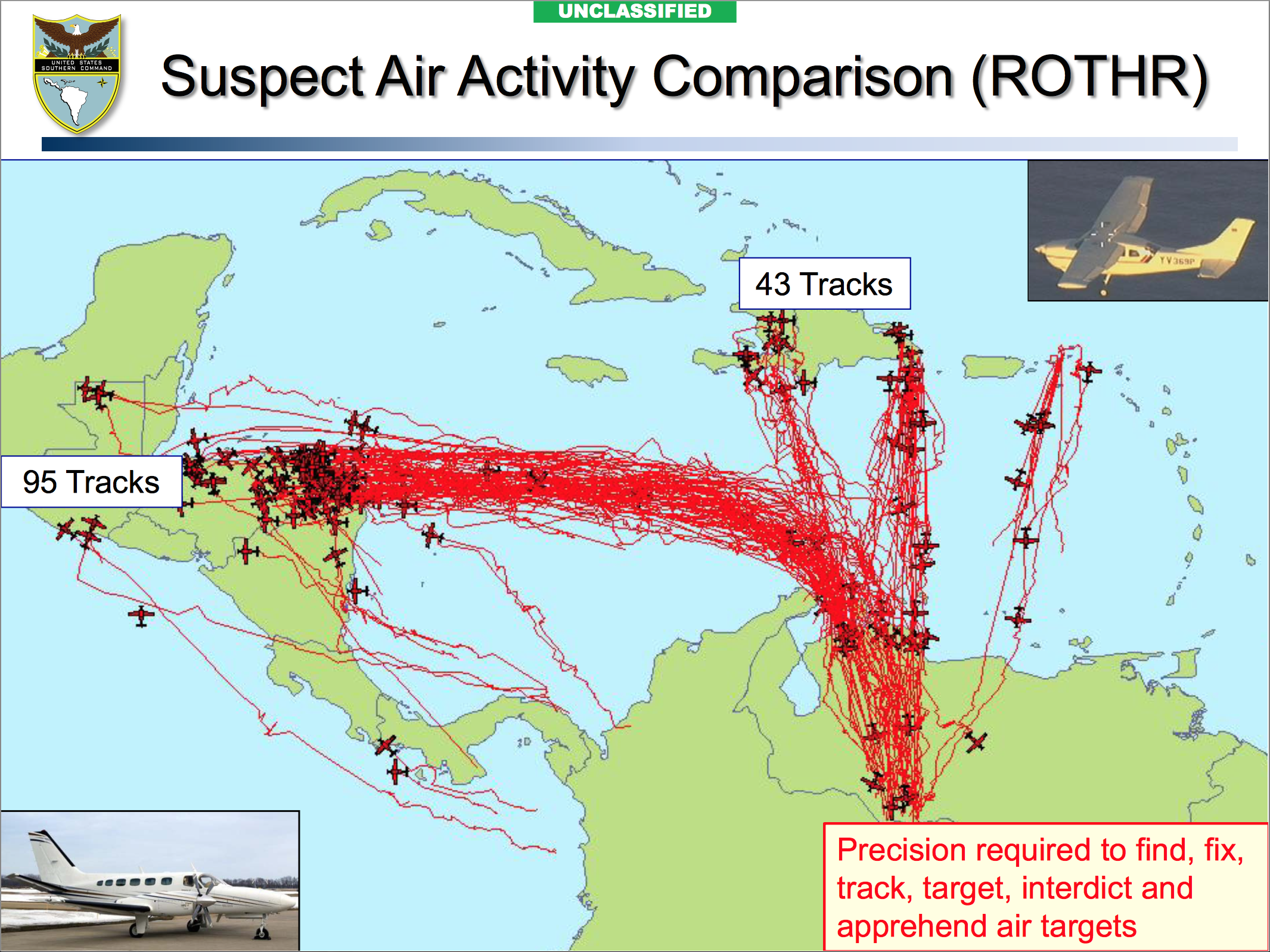
مسیرهای هوایی قاچاق مواد مخدر توسط فرماندهی جنوبی ایالات متحده نظارت می شود

قاچاق موادمخدر یا تجارت مواد دارویی غیرقانونی یک بازار سیاه جهانی است که شامل کشت، تولید، توزیع و فروش مواد مخدر می‌شود.